# ولیکو بردو
ولیکو بردو (به لاتین: Veliko Brdo) یک زیستگاه انسانی در اسلوونی است که در Inner Carniola واقع شده‌است.

## خصوصیات
ولیکو بردو ۷٫۰۷ کیلومترمربع مساحت و ۹۸ نفر جمعیت دارد و ۶۲۷٫۱ متر بالاتر از سطح دریا واقع شده‌است.